# The Books
The Books est un groupe de folk, d'electro et de musique expérimentale originaire de New York.

## Biographie
Le groupe est formé en 1999 par deux New-Yorkais, Nick Zammuto et Paul de Jong. Paul dispose d'une discothèque de sons, qui seront mis en musique comme samples que Nick va alors accompagner à la guitare sèche. Ils n'utilisent que des sons analogiques trouvés dans des disques vinyles ou des cassettes vidéo. Cette technique, utilisée dès leur première chanson Enjoy Your Worries, You May Never Have Them Again, prévaut depuis dans leurs albums.

## Discographie

### Albums
- Thought for Food (2002)
- The Lemon of Pink (2003)
- Lost and Safe (2005)
- Music for a French Elevator and Other Short Format Oddities by the Books (2006)
- The Way Out (en) (2010)

### EP
- All Bad Ends All (2003)